# ソメワケダイカー
ソメワケダイカー（Cephalophus jentinki）は、ウシ科ダイカー属に分類される偶蹄類。

## 分布
コートジボワール南西部、シエラレオネ、リベリア

## 形態
体長135センチメートル。尾長15センチメートル。体高75-85センチメートル。体重70キログラム。頭頂部の体毛（毛冠）は短い。肩の体毛も短い。頭部から頸部、肩、胸部にかけての毛衣は黒褐色で、肩に白い帯模様が入る。胴体の毛衣は灰黒色で、灰色の皮膚が霜降り状に見える。四肢の毛衣は赤や褐色みを帯びた白。
雌雄共に先端がわずかに後方およびやや下方に向かう角があり、角の断面は円形。角長15-17センチメートル。

## 生態
熱帯雨林、森林内の沼沢地、サバンナなどに生息する。茂みや木の根元などで休んだり糞をする。
食性は雑食で、植物の葉、芽、茎、樹皮、果実、昆虫、鳥類の卵、動物の死骸などを食べる。
繁殖形態は胎生。妊娠期間は7-8か月。1回に1頭の幼獣を産み、年に2回繁殖することもある。生後9-12か月で性成熟し、寿命は10-12年。

## 人間との関係
少なくとも1980年代初期には肉が食用として販売されていた。
ココアやヤシを食害する害獣とみなされることもある。
元々生息数が少ないと考えられている上に、害獣としての駆除などにより生息数は減少している。